# تيم كليفورد
تيم كليفورد (بالإنجليزية: Tim Clifford)‏ هو موظف مدني وسياسي أسترالي، ولد في 31 مارس 1982. حزبياً، نشط في حزب الخضر (أستراليا الغربية). وقد انتخب Member of the Western Australian Legislative Council ‏ عن دائرة East Metropolitan Region ‏ (22 مايو 2017 – ).